# مناجات‌نامه میترا
مناجات‌نامه میترا (انگلیسی: Mithras Liturgy) متنی از پاپیروس جادویی بزرگ پاریس، بخشی از پاپیروس جادویی یونان، با شماره PGM IV.475-834 است. نام مدرنی که متن با آن شناخته می‌شود در سال ۱۹۰۳ توسط آلبرشت دیتریش، اولین مترجم آن، نشات گرفت. بر اساس فراخوانی هلیوس میترا (Ἥλιοϲ Μίθραϲ) به عنوان خدایی که مکاشفه جاودانگی را برای آغازگر فراهم می‌کند. این متن عموماً محصول تلفیق‌گرایی مذهبی مشخصه دوران امپراتوری هلنیستی و امپراتوری روم و اسرار میترایی (مهرپرستی) است. برخی از محققان استدلال کرده‌اند که هیچ ارتباط مستقیمی با آیین خاص میترایی ندارد.